# Luffa
Luffa Mill., 1754 è un genere di piante appartenente alla famiglia delle Cucurbitacee.

## Descrizione
La pianta è rampicante come le zucche; il frutto ha un aspetto molto simile ad una zucchina.

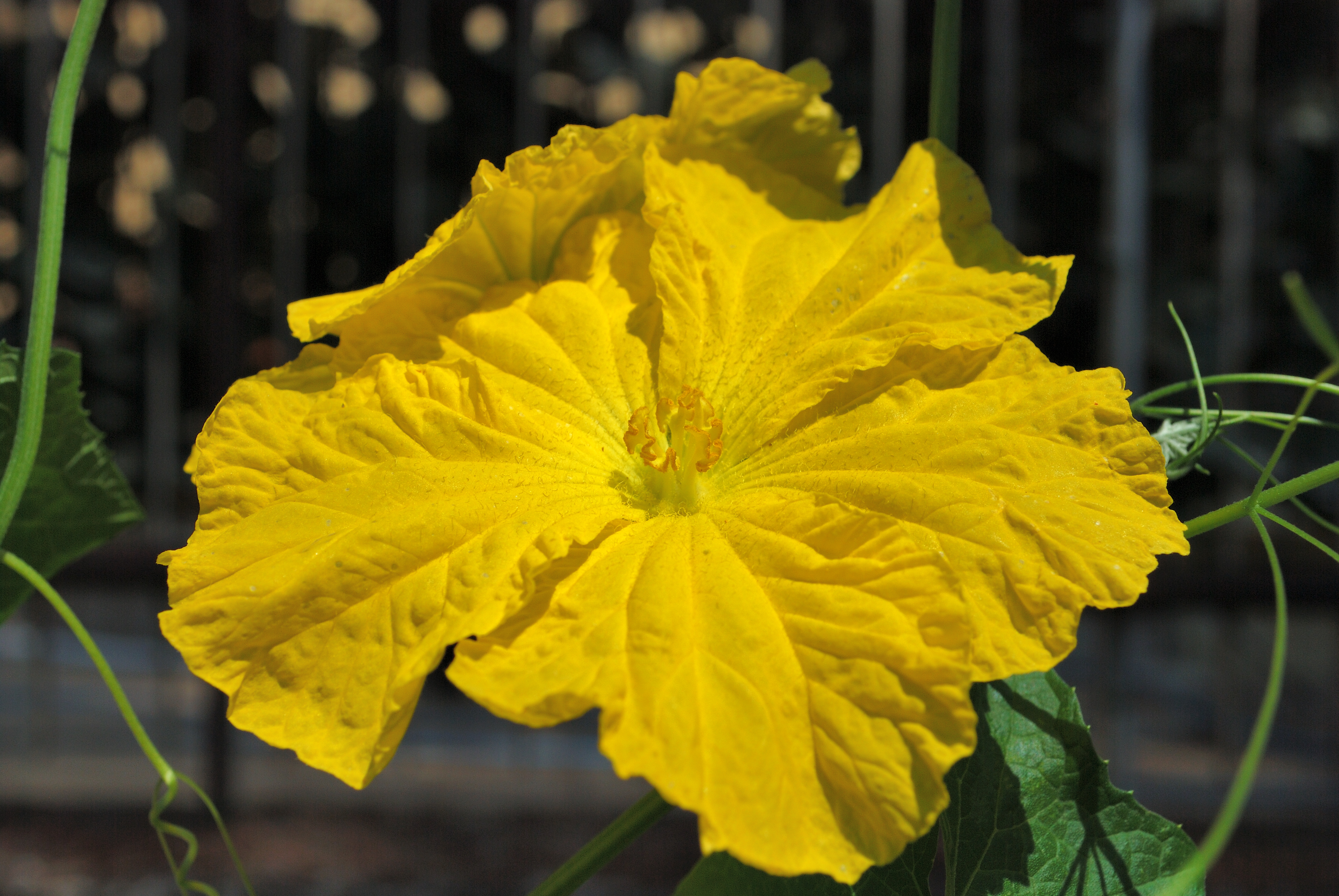
Fiori maschili di Luffa cylindrica
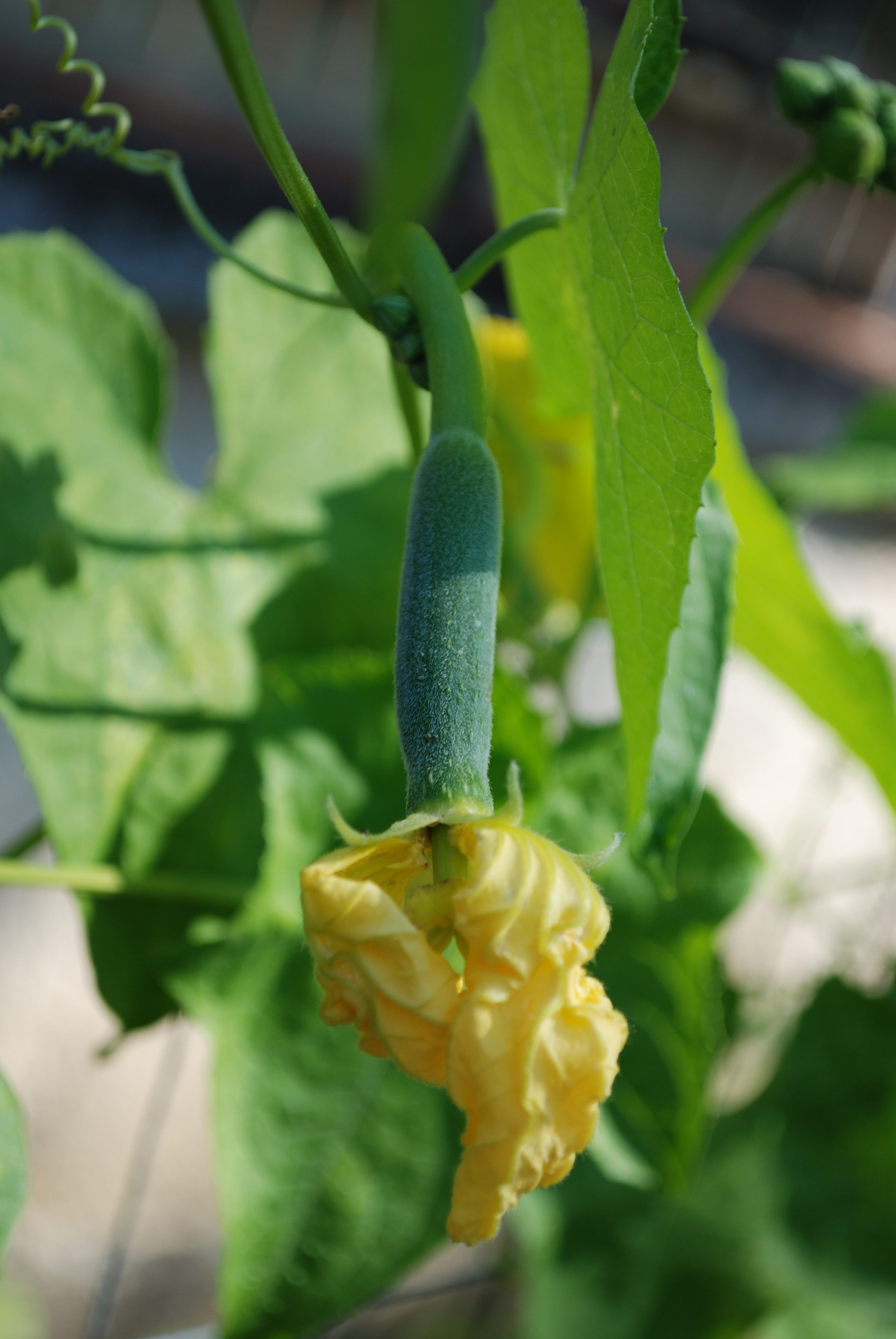
Fiore femminile di Luffa cylindrica
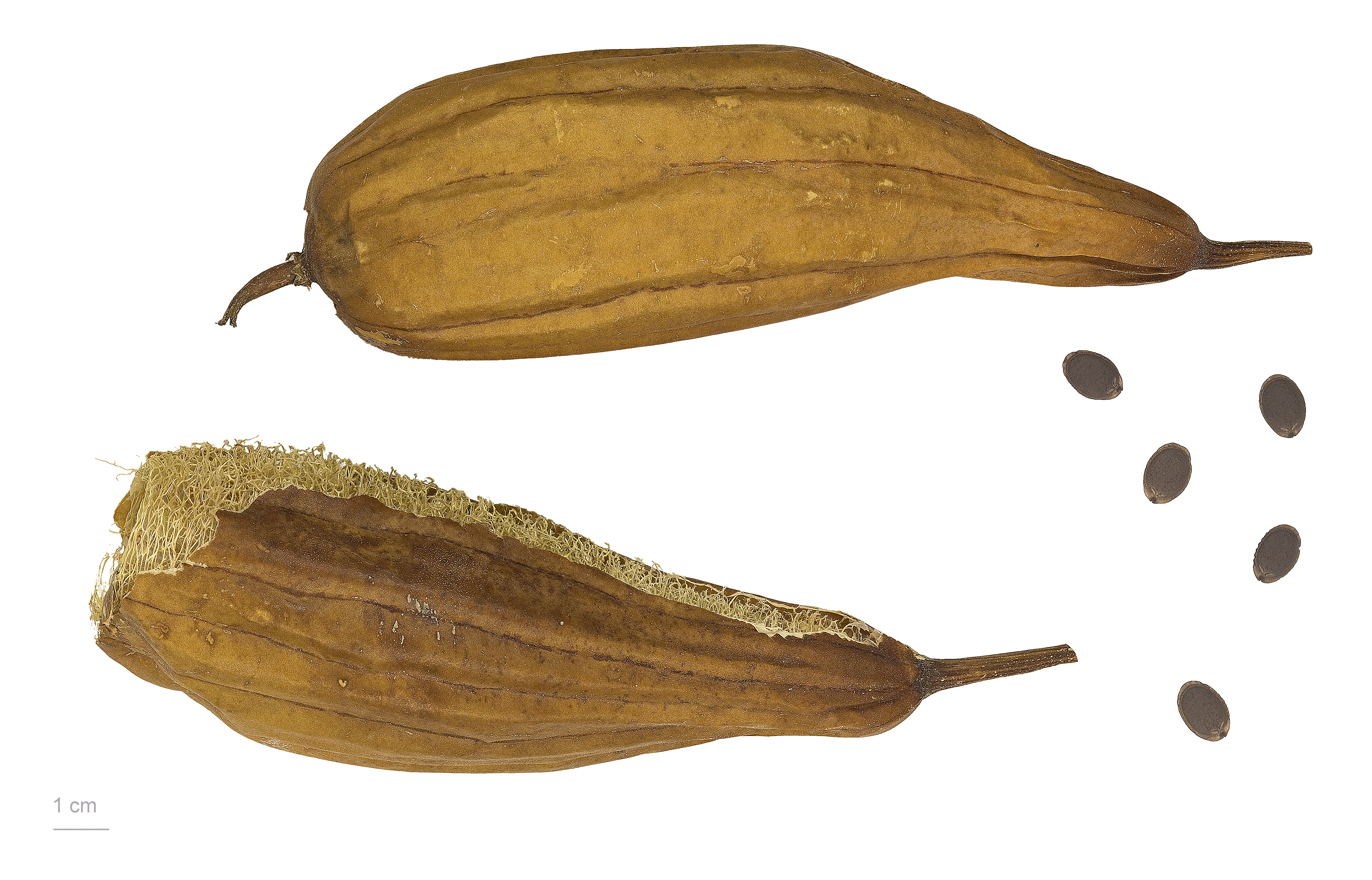
Frutti di Luffa aegyptiaca
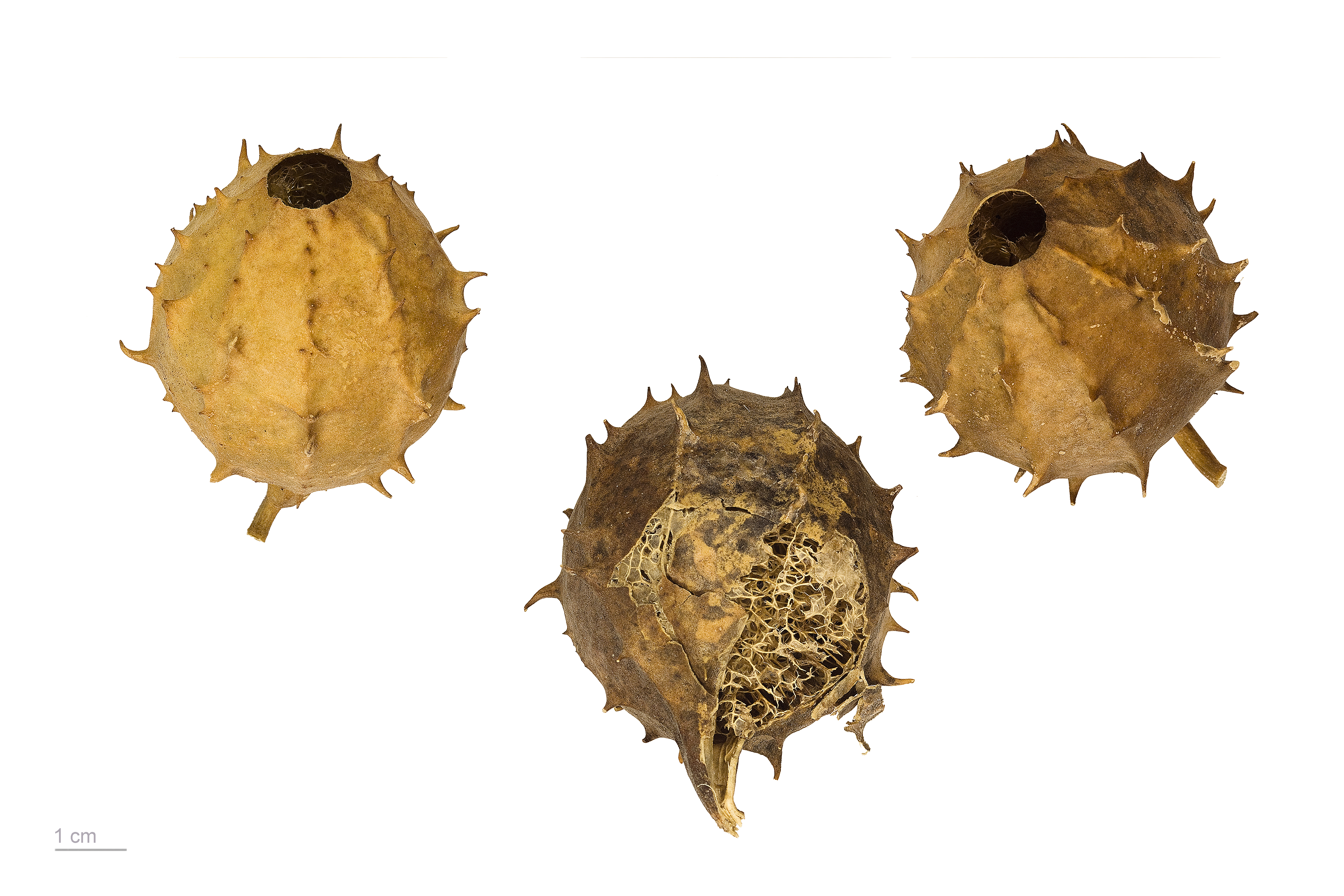
Frutti di Luffa operculata

## Tassonomia
Comprende le seguenti specie:
- Luffa acutangula (L.) Roxb.
- Luffa aegyptiaca Mill.
- Luffa astorii Svenson
- Luffa echinata Roxb.
- Luffa graveolens Roxb.
- Luffa operculata (L.) Cogn.
- Luffa quinquefolia Seem.

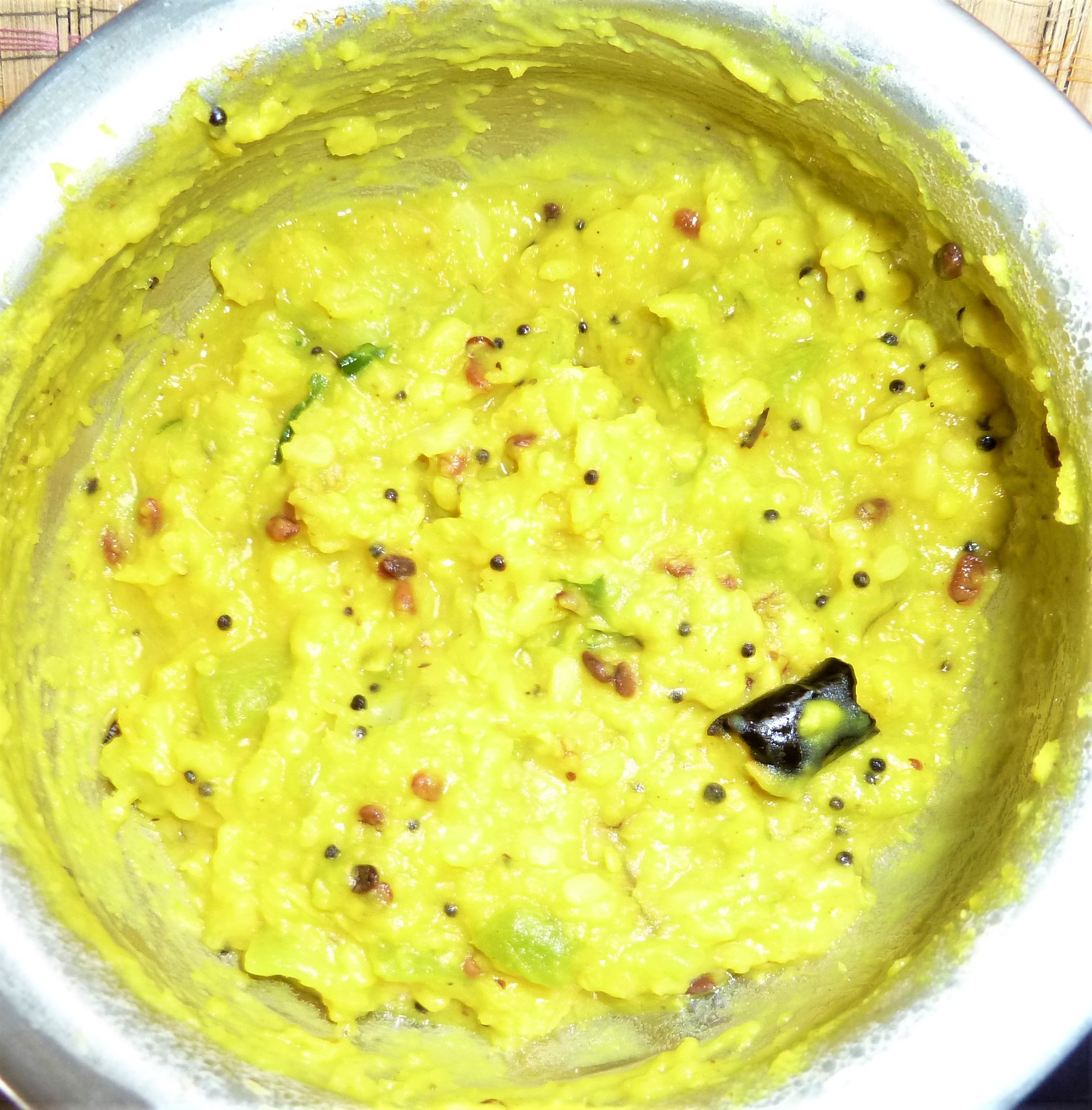
Luffa e fagioli mungo da Vijayawada

- Luffa saccata F.Muell. ex I.Telford
- Luffa sepium (G.Mey.) C.Jeffrey

## Coltivazione

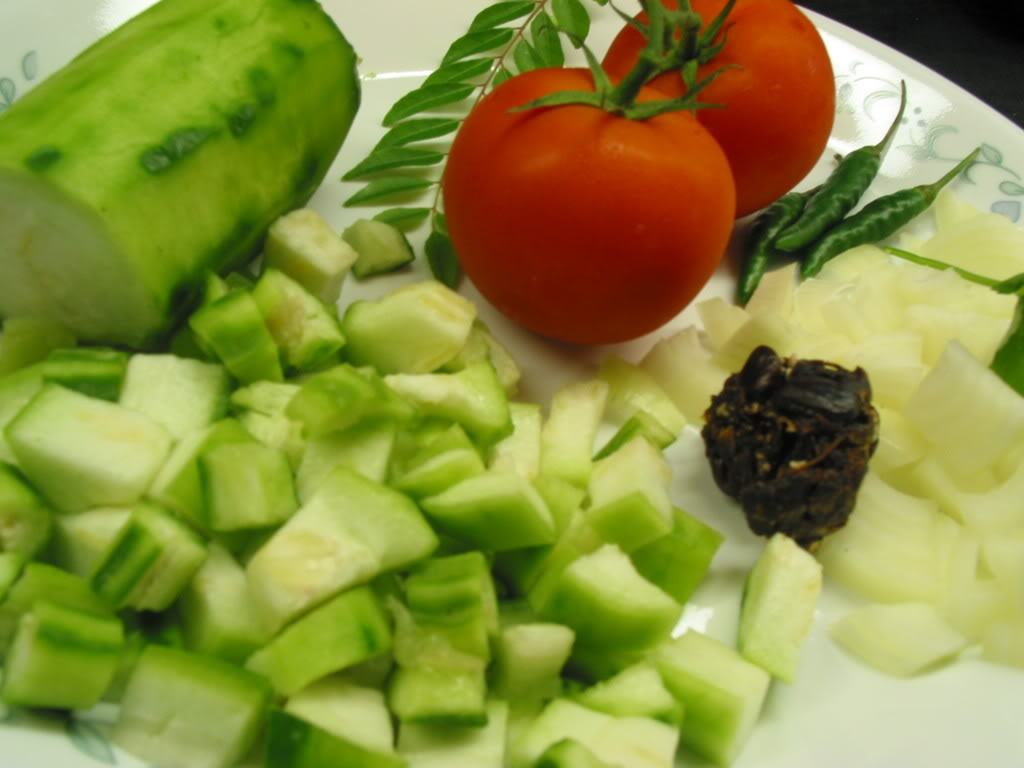
Ingredienti per il Beerakaya pulusu

Per preparare i semi alla semina si usa lasciarli in ammollo in acqua tiepida per 24 ore. Soltanto dopo questa prima fase vanno piantati nei vasetti da semina. Le piantine vanno annaffiate una volta al giorno. La temperatura di germinazione (al momento della semina) è valutata tra i 10 °C e i 25 °C mentre quella di coltivazione si aggira tra i 15 °C e i 35 °C. Dopo 5 settimane iniziate a portare il vasetto all'esterno, lasciandolo all'ombra per un'ora il primo giorno, due ore il secondo e così via. Passata la sesta settimana la piantina sarà pronta per essere piantata nell'orto (o qualunque terreno abbiate). La luffa è una pianta molto esigente in termini di nutrimento: conviene predisporre una concimazione di fondo (indicato il letame maturo). Essendo una pianta rampicante sono necessari dei sostegni a cui si possa ancorare. Si ricorda infine che la pianta preferisce crescere in luoghi con una buona esposizione al sole.
Se coltivate questa pianta a scopo di ottenere una spugna, lasciate il frutto sulla pianta per 90 giorni.

## Uso

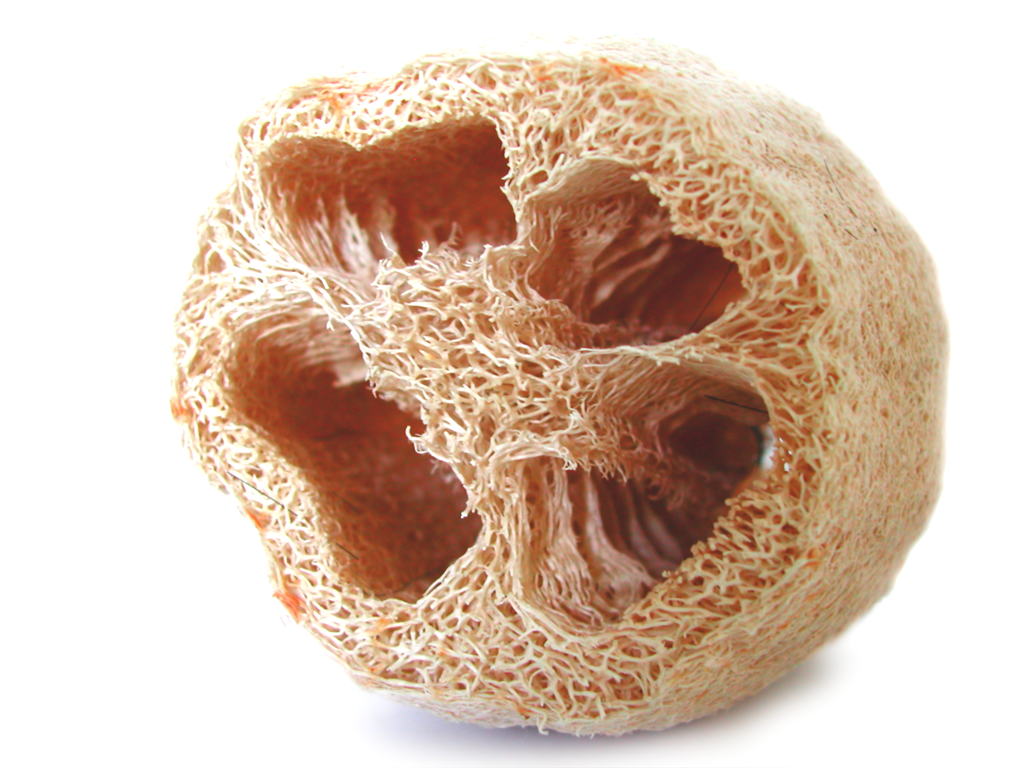
Spugna di luffa

Il frutto è utilizzato principalmente come spugna vegetale, in quanto al momento della completa maturazione si disidrata perdendo gran parte del suo peso. Ciò che resta è esclusivamente il corpo fibroso che costituisce la parte spugnosa.
La luffa è dunque usata per pulire le stoviglie e per la pulizia della persona; non è difficile coltivare questa pianta nella propria abitazione, per poi sfruttarla come spugna.